# Catholicae ecclesiae
Catholicae ecclesiae ist eine Enzyklika Papst Leos XIII. vom 20. November 1890. Der Papst wendet sich darin an die Missionare in Afrika und verdammt die Sklaverei.

## Sklaverei und die Kirche
Zunächst grüßt Leo XIII. alle Missionare in Afrika und verdeutlicht die Arbeit der Kirche in Afrika. Er führt an, dass das Joch der Sklaverei und die Liebe zum Menschen nichts gemeinsam hätten. Jährlich würden über vierhunderttausend Afrikaner jedes Alters und Geschlechts gewaltsam aus ihrer Heimat in die Fremde verschleppt, geschlagen und verkauft wie Vieh. Wo immer christliche Sitten herrschten und christliche Gesetze in Kraft seien, wo die Religion gewährleiste, dass Menschen der Gerechtigkeit dienten und die menschliche Würde achteten, wo die brüderliche Liebe, die Christus selbst gelehrt habe, herrsche, dort sei weder Raum für Sklaverei noch für Barbarentum, sondern dort blühten die Sanftmut des Gemüts und die zivilisierte christliche Freiheit.

## Die afrikanischen Missionen
Getreu dem Wort Christi Die Ernte ist groß, aber es gibt nur wenig Arbeiter würden noch viele Missionare für das Innere Afrikas gebraucht, die, erfüllt vom Heiligen Geist, die Lehre Christi verbreiteten, die zur wahren Freiheit führt. Durch dieses Beispiel könnten jene erleuchtet werden, die im Morast ihrer Überheblichkeit und Erbärmlichkeit gefangen seien.
Die Spenden für die Missionen sollen an die Kongregation für die Verbreitung des Glaubens gesandt werden, die sie unter den Missionen verteilen und zur Errichtung neuer Missionen und zur Ausbildung der Missionare verwenden werde. Die Kirche übernehme dabei für einige Jahre die Kosten, bis die Missionen sich selbst erhalten könnten. Der Papst bestimmt in der Folge das Fest der Erscheinung des Herrn als Tag, an dem eine Kollekte für die afrikanischen Missionen gehalten werden soll. Gott habe sich allen Völkern offenbart, indem er sich den Sterndeutern aus der Ferne offenbarte.